# روله (تكساس)
روله (بالإنجليزية: Rule town, Texas)‏ هي بلدة تقع بولاية تكساس في الولايات المتحدة. تبلغ مساحتها 1.80 كم2، وترتفع عن سطح البحر 512 م، بلغ عدد سكانها 636 نسمة في عام 2010 حسب إحصاء مكتب تعداد الولايات المتحدة وتصل الكثافة السكانية فيها 353.3 نسمة لكل كيلومتر مربع (915.0/ميل2).

## التركيبة السكانية
حدّد مكتب تعداد الولايات المتحدة بيانات التركيبة السكانية لروله في تعداد الولايات المتحدة. في ما يلي، التركيبة السكانية حسب تعدادي 2000 و2010.

### تعداد عام 2000
بلغ عدد سكان روله 698 نسمة بحسب تعداد عام 2000، وبلغ عدد الأسر 300 أسرة وعدد العائلات 208 عائلة مقيمة في البلدة. في حين سجلت الكثافة السكانية 387.8 نسمة لكل كيلومتر مربع (1,004.4/ميل2). وبلغ عدد الوحدات السكنية 386 وحدة بمتوسط كثافة قدره 214.4 لكل كيلومتر مربع (555.3/ميل2).
وتوزع التركيب العرقي للبلدة بنسبة 87.82% من البيض و2.15% من الأمريكيين الأفارقة و0.14% من الأمريكيين الأصليين و7.31% من الأعراق الأخرى و2.58% من عرقين مختلطين أو أكثر و19.34% من الهسبانيون أو اللاتينيون من أي عرق.
بلغ عدد الأسر 300 أسرة كانت نسبة 30.7% منها لديها أطفال تحت سن الثامنة عشر تعيش معهم، وبلغت نسبة الأزواج القاطنين مع بعضهم البعض 59% من أصل المجموع الكلي للأسر، ونسبة 8.3% من الأسر كان لديها معيلات من الإناث دون وجود شريك، بينما كانت نسبة 2% من الأسر لديها معيلون من الذكور دون وجود شريكة وكانت نسبة 30.7% من غير العائلات. تألفت نسبة 28.7% من أصل جميع الأسر من عدة أفراد يعيشون في نفس المنزل ونسبة 19.3% كانت تتألف من شخص يعيش بمفرده يبلغ من العمر 65 عاماً أو أكثر. وبلغ متوسط حجم الأسرة المعيشية 2.33، أما متوسط حجم العائلات فبلغ 2.87.
بلغ العمر الوسطي للسكان 44.7 عاماً. وكانت نسبة 24.6% من القاطنين تحت سن الثامنة عشر، وكانت نسبة 4.6% بين الثامنة عشر والرابعة والعشرين عاماً، ونسبة 21.2% كانت واقعةً في الفئة العمرية ما بين الخامسة والعشرين والرابعة والأربعين عاماً، ونسبة 23.6% كانت ما بين الخامسة والأربعين والرابعة والستين، ونسبة 25.9% كانت ضمن فئة الخامسة والستين عاماً فما فوق. يوجد لكل 100 أنثى 93.4 ذكر، ويوجد لكل 100 أنثى في الثامنة عشر من عمرها فما فوق 85.9 ذكر.
بلغ متوسط دخل الأسرة في البلدة 24,342 دولارًا، أما متوسط دخل العائلة فبلغ 30,069 دولارًا. وكان متوسط دخل الذكور 22,708 دولارًا مقابل 14,167 دولارًا للإناث. وسجل دخل الفرد الخاص بالبلدة 14,454 دولارًا. وكانت نسبة 14.3% من العائلات ونسبة 19.8% من السكان تحت خط الفقر، وكان من هؤلاء نسبة 25.4% تحت سن الثامنة عشر ونسبة 15.3% في الخامسة والستين من العمر وما فوق.

### تعداد عام 2010
بلغ عدد سكان روله 636 نسمة بحسب تعداد عام 2010، وبلغ عدد الأسر 275 أسرة وعدد العائلات 176 عائلة مقيمة في البلدة. في حين سجلت الكثافة السكانية 353.3 نسمة لكل كيلومتر مربع (915.0/ميل2). وبلغ عدد الوحدات السكنية 397 وحدة بمتوسط كثافة قدره 220.6 لكل كيلومتر مربع (571.4/ميل2).
وتوزع التركيب العرقي للبلدة بنسبة 84.28% من البيض و2.36% من الأمريكيين الأفارقة و0.31% من الأمريكيين ذوي الأصول الآسيوية و10.69% من الأعراق الأخرى و2.36% من عرقين مختلطين أو أكثر و26.10% من الهسبانيون أو اللاتينيون من أي عرق.
بلغ عدد الأسر 275 أسرة كانت نسبة 21.5% منها لديها أطفال تحت سن الثامنة عشر تعيش معهم، وبلغت نسبة الأزواج القاطنين مع بعضهم البعض 51.6% من أصل المجموع الكلي للأسر، ونسبة 8% من الأسر كان لديها معيلات من الإناث دون وجود شريك، بينما كانت نسبة 4.4% من الأسر لديها معيلون من الذكور دون وجود شريكة وكانت نسبة 36% من غير العائلات. تألفت نسبة 32% من أصل جميع الأسر من عدة أفراد يعيشون في نفس المنزل ونسبة 20.7% كانت تتألف من شخص يعيش بمفرده يبلغ من العمر 65 عاماً أو أكثر. وبلغ متوسط حجم الأسرة المعيشية 2.31، أما متوسط حجم العائلات فبلغ 2.94.
بلغ العمر الوسطي للسكان 47.9 عاماً. وكانت نسبة 19.3% من القاطنين تحت سن الثامنة عشر، وكانت نسبة 6.8% بين الثامنة عشر والرابعة والعشرين عاماً، ونسبة 19.5% كانت واقعةً في الفئة العمرية ما بين الخامسة والعشرين والرابعة والأربعين عاماً، ونسبة 29.2% كانت ما بين الخامسة والأربعين والرابعة والستين، ونسبة 25.2% كانت ضمن فئة الخامسة والستين عاماً فما فوق. وتوزع التركيب الجنسي للسكان بنسبة 48.1% ذكور و51.9% إناث.